# Delanne 160
Le Delanne 160 était un chasseur lourd conçu en France par Maurice Delanne peu avant la Seconde Guerre mondiale.